# Плаващ роголистник
Плаващият роголистник (Ceratophyllum demersum) е водно растение. Среща се почти навсякъде по света с изключение на географския район Антарктика.

## Особености
Растението няма високи изисквания към околната среда, приспособява се лесно, расте много бързо. Вирее при температура от 15 до 30°C. Обикновено стъблото му е с дължина повече от 1 м. Няма корени. У нас се среща в езера и блата до 200 м надморска височина. Подходящо е за аквариуми.